# صابر رستم‌خان‌لی
صابر رستم‌خان‌لی (انگلیسی: Sabir Rustamkhanli؛ زادهٔ ۲۰ مهٔ ۱۹۴۶) سیاست‌مدار اهل جمهوری آذربایجان است.